# Rafael Ferreira Silva
Rafael Alexandre Fernandes Ferreira da Silva ComM, mais conhecido por Rafa (Vila Franca de Xira, 17 de maio de 1993), é um futebolista português (centro e ala) que atua pelo Beşiktaş.

## Clubes
Nasceu em Vila Franca de Xira e iniciou-se como futebolista na União Atlético Povoense, clube da Póvoa de Santa Iria. Com onze anos ingressou no F.C. Alverca, onde fez a formação até, aos 18 anos, se juntar aos juniores do C.D. Feirense. Na época seguinte, já na equipa principal, as suas prestações pelo clube que disputava a Segunda Liga atraíram a atenção de algumas equipas nacionais da Primeira Liga, tendo sido adquirido por 300 mil euros pelo S.C. Braga. Estreou-se na Primeira Liga em 26 de agosto de 2013, num jogo em que o Braga derrotou o Belenenses por 2-1.

### Benfica
Em agosto de 2016, após algumas incertezas sobre se o negócio se iria realizar ou não, devido ao pagamento do valor da intermediação do empresário do jogador, no último dia de fecho do mercado a transferência do jogador foi mesmo dada como certa, tendo o negócio sido feito por 16,400 milhões de euros, ficando ainda acordado que Rui Fonte ficasse a título definitivo no Braga e também o empréstimo por uma temporada de Óscar Benitez. Rafa assinou um contrato de 5 anos.
A 12 de Junho de 2019, Rafa renova com o Benfica até 2024.

### Besiktas
Conforme o Jornal A Bola, Rafa vai assinar até 2027 com o Beşiktaş, recebendo um prémio de assinatura no valor de 8 milhões de euros, acrescidos de 5 milhões por cada uma das três épocas do contrato.

## Seleção Portuguesa
Fez a sua estreia nas Seleções em 23 de abril de 2013, num jogo entre os sub-20 de Portugal e do Uzbequistão.
Em 2 de junho de 2013, teve a primeira de treze internacionalizações por Portugal sub-21, ajudando a equipa a colocar-se no topo do grupo de apuramento para o Campeonato Europeu de Futebol Sub-21 de 2015 e a sagrar-se vice-campeã do torneio.
Atingiu a Seleção A em 28 de fevereiro de 2014, quando foi convocado para um jogo de preparação para o Mundial 2014 contra a Seleção dos Camarões, que se realizou no dia 5 de março de 2014, jogando a titular.
Em 19 de maio de 2014, foi selecionado para fazer parte dos 23 jogadores que representaram Portugal no Mundial 2014. Seria novamente selecionado, a 17 de maio de 2016, para representar Portugal no Euro 2016, certame no qual se sagrou campeão europeu. Foi feito, em razão desta vitória, Comendador da Ordem do Mérito a 10 de junho de 2016.
No dia 19 de setembro de 2022 anunciou o fim da sua carreira na seleção nacional por motivos do foro pessoal.

## Títulos
Braga
- Taça de Portugal: 2015–16

Benfica
- Primeira Liga: 2016–17, 2018–19 e 2022–23
- Taça de Portugal: 2016–17
- Supertaça Cândido de Oliveira: 2017, 2019 e 2023

Seleção Portuguesa
- Eurocopa: 2016
- Liga das Nações da UEFA: 2018–19

### Lider de assistências
- Primeira Liga de 2023–24: (12 assistências)